# Móchlos
Móchlos (em grego: Μόχλος), por vezes também grafada Móhlos, é uma ilhota situada na parte oriental do golfo de Mirabelo, o nordeste da ilha de Creta, Grécia. Faz parte da unidade regional de Lasíti. Há provas de que nos tempos minoicos a ilha não existia, estando ligada a Creta e ali existiu um povoado e um porto que atualmente é um sítio arqueológico. O nome Móchlos é também usado pela pequena aldeia piscatória e estância turística situada em frente à ilha, da qual está separada por um canal com 150 metros de largura.
A aldeia atual fica 38 km a leste de Ágios Nikolaos e 35 km a oeste de Siteía (distâncias por estrada).

## Arqueologia
Móchlos foi escavada pela primeira vez em 1908, na extremidade ocidental da ilha, onde foi encontrado um cemitério pré-palacional. Aí foram desenterrados túmulos, sepulturas em pitos e em covas, bem como grandes túmulos. Nos anos 1970, Jeffrey Soles documentou os túmulos e o cemitério descoberto por Seager. O cemitério foi usado entre o Minoano Antigo II (2 700–2 200 a.C.) e o Minoano Médio IA (2 000–1 900 a.C.) A noroeste da moderna Móchlos foi descoberto um edifício com três andares do Período Minoano Recente I (1 550–1 430 a.C.), que incluía duas criptas de pilares, uma escadaria e uma cozinha. Este edifício é a maior construção datada do Minoano Recente I encontrada na cidade .
Atrás da aldeia atual foram encontrados mais dois edifícios, ambos pertencentes a artesãos. Um deles foi usado para trabalhar bronze, marfim e pedra. No outro era fabricada olaria. Ambos tinham um santuário. As escavações continuaram entre 1989 e 1994 sob a direção de Jeffrey Soles, da Universidade da Carolina do Norte em Greensboro e Costis Davaras da Universidade de Atenas. Ainda prosseguem algumas escavações, mas o trabalho fulcral do projeto é agora o estudo e publicação de resultados.

### Lista de sítios minoicos
- Cemitério do Minoano Antigo II – Minoano Médio, na parte ocidental
- Assentamento do Minoano Antigo IB – Minoano Recente IB, na parte sul
- Quarteirão de artesãos do Minoano Recente IB, nas imediações da aldeia
- Edifício do Minoano Recente IB, na parte oriental, em Chalinmouri
- Assentamento do Minoano Recente III
- Cemitério do Minoano Recente III